# Лондон при Тюдорах
Начало эпохи Тюдоров в Англии и её столице связано с восшествием на трон первого представителя династии Тюдоров — короля Генриха VII, правившего с 1485 по 1509 годы. Он положил конец войне Алой и Белой розы, завоевав корону в битве при Босворте в 1485 году. В том же году он короновался под именем Генриха VII и в 1486 году женился на принцессе Елизавете Йоркской. Генрих VII был решительным и энергичным правителем, централизовавшим государственное управление. По его приказу была отстроена знаменитая капелла Генриха VII в Вестминстерском аббатстве. Он продолжил практику предыдущих правителей, заимствуя у лондонского Сити деньги для войны с Францией и при этом погашая ссуды в срок, что было внове. И всё же в целом Генрих был не особо заинтересован в усилении благосостояния Лондона. Тем не менее сравнительная стабильность королевства в правление Тюдоров оказала долгосрочное влияние на город, который быстро разрастался в течение XVI столетия. Для представителей дворянского сословия стало очевидно, что предпочтительнее добиться власти и богатства, завоевав расположение короля, а не враждуя между собой в провинции, как они часто делали в прошлом. Тюдоровская эпоха завершилась в 1603 году со смертью королевы Елизаветы I, внучки Генриха VII.
За этот период население города значительно увеличилось, приблизительно с 50 тысяч человек в конце XV века до 200 тысяч к 1603 году, что более чем в 13 раз превысило показатели следующего по величине города Англии, Нориджа. Город также расширился и занял больше пространства, выйдя за пределы старых средневековых стен, окружавших его, и к концу периода тюдоровской эпохи простираясь к западу до Сент-Джайлса. В 1598 году английский историк Джон Стоу назвал его «самым прекрасным, самым большим, самым богатым и самым густонаселённым городом в мире».

## Реформация
Реформация прошла для Лондона без особого кровопролития, и постепенно большинство его жителей, включая высшие слои общества, перешло в протестантизм. До реформации более половины площади Лондона занимали монастыри и другие религиозные сооружения, и около трети жителей были католическими монахами и священнослужителями. Таким образом, указ о роспуске монастырей Генриха VIII оказал ощутимое влияние на город, поскольку большая часть имущества перешла в другие руки. Этот процесс начался в 1530-х годах, и к 1538 году почти все крупные монастыри были упразднены. Приорат Святой Троицы близ Олгейта перешёл к лорду Одли, и на части этих бывших владений выстроил себе дом маркиз Уинчестер. Чартерхаус перешёл к лорду Норту, Блэкфрайерс — к лорду Кобэму, больница Святого Эгидия — к лорду Дадли, а король забрал себе земли лепрозория Святого Иакова и построил на них Сент-Джеймсский дворец. Также Генрих забрал вестминстерский дом кардинала Уолси, Йоркский дворец, перестроил и расширил его, так что он занял всю площадь Уайтхолла. Бывшие земли Вестминстерского аббатства были преобразованы в олений парк, в настоящее время территория Гайд-парка и Сент-Джеймсского парка. К западу от Лондона находилась деревня Кенсингтон.
Незадолго до своей смерти Генрих заново открыл госпиталь Святого Варфоломея, но, когда он умер в 1547 году, большинство зданий осталось незанятыми. В правление его сына, Эдуарда VI, многие земли и здания были переданы ливрейным компаниям Сити, отчасти в качестве уплаты королевских долгов, а порой часть выручки от арендной платы использовалась в благотворительных целях. Кроме того, в 1550 году Сити приобрёл усадьбу в Саутуарке, на южном берегу Темзы, и перестроил монастырь святого Фомы в госпиталь святого Фомы. В тот же период был основан госпиталь Христа, а Брайдуэлл был преобразован в место содержания бездомных детей и женщин лёгкого поведения. Роспуск монастырей благоприятствовал придворным, поскольку они могли получить земли по льготным ценам. Многие здания подверглись перестройке, обширные помещения разбивались на более мелкие сообразно с ростом численности населения Лондона.
После смерти Эдуарда VI в 1553 году на престол взошла его родственница леди Джейн Грей, однако вскоре лорд-мэр, олдермены и другие чиновники перешли на сторону принцессы Марии Тюдор и провозгласили её королевой. В следующем году новая королева решила выйти замуж за испанского принца Филиппа, что спровоцировало восстание во главе с Томасом Уайеттом. Восставшие завладели Саутуарком, а затем, по дороге от Вестминстера к Сити, достигли Чаринг-Кросса, направляясь к воротам Ладгейт. Однако восстание не получило поддержки от горожан, и Уайетт сдался.

## Елизаветинский Лондон
Коронацией Елизаветы в 1558 году началась Елизаветинская эпоха. Это время наивысшего расцвета английского ренессанса и культуры Тюдоров.
Конец XVI века, время, когда в городе работали Уильям Шекспир и другие его современники, был одним из самых значимых периодов в истории культуры города. В то время, однако, существовала некоторая враждебность населения по отношению к театру. Власти боялись толп, собирающихся на представления, а также опасались, что такое скопление народа приведёт к эпидемии чумы. Также театральные постановки противоречили принципам пуритан, имевшим большое влияние. Однако королева Елизавета любила пьесы и одобряла публичные выступления, « которые предназначены лишь для отдыха и не несут в себе зла».
В то время театры в основном строились за пределами Сити, то есть вне его юрисдикции. Первый театральный район образовался к северу от стен Сити, в Шордитче. Там были построены The Theatre и The Curtain, в 1576 и 1577 годах соответственно. Позднее центр театральной жизни переместился на южную сторону реки, область, где уже давно практиковались развлечения подобные травле медведя. Театры в Бэнксайде включали Глобус, The Rose, The Swan и The Hope.
В спокойные годы конца царствования Елизаветы некоторые её придворные и богатые лондонские жители строили себе загородные резиденции в Мидлсексе, Эссексе и Суррее. Это было только начало распространения вилл, и у горожан не было особенно популярным их строительство. Правление династии Тюдоров закончилось в 1603 году.

## Торговля и промышленность
Тюдоровский период был временем, когда Лондон стал одним из самых важных торговых центров Европы, и многие малые предприятия, такие как ткаческие фабрики, достигли точки расцвета. Торговые связи расширились за пределы Западной Европы в Россию, Левант и Америку. Это был период меркантилизма и монополии торговых компаний, таких как Московская компания (1555) и Ост-Индская компания (1600), созданных в Лондоне и поддерживаемые королевской хартией. Последняя, в конечном итоге установившая власть над Индией, была одной из ключевых компаний Великобритании в течение двух с половиной веков. В 1576 году испанцы разграбили большой торговый город Антверпен, что дало Лондону первое место среди портов Северного моря. В Лондон съезжались иммигранты не только со всей Англии и Уэльса, но и из-за рубежа, например из Франции прибывали гугеноты; так что население выросло с 50 000 в 1530 году до 225 000 в 1605 году.